# Bitwa koło przylądka Kaliakra
Bitwa koło przylądka Kaliakra – bitwa morska między flotą rosyjską i turecką, stoczona 11 sierpnia 1791 r. w trakcie wojny rosyjsko-tureckiej (1787–1792), zakończona rosyjskim zwycięstwem.
Rosyjska eskadra, licząca 16 okrętów liniowych, 2 fregaty i 21 mniejszych jednostek (998 dział) zaskoczyła stojącą na cumach koło przylądka Kaliakra flotę turecką (18 okrętów liniowych, 17 fregat, 42 mniejszych jednostek). Turcy, których jednostki niosły ok. 1800 armat, stali pod osłoną baterii nadbrzeżnych. Dowodzący flotą rosyjską adm. Fiodor Uszakow, dążąc do zajęcia pozycji nawietrznej, nie zmieniał szyku (jednostki szły w trzech kolumnach), lecz z marszu przeszedł między okrętami tureckimi a lądem.
Zaskoczona tym posunięciem flota turecka odcięła kotwice i spróbowała utworzyć linię bojową, na co Uszakow odpowiedział także formując linię. Ogólnie jednak w tureckiej flocie panował chaos, tylko zastępca dowódcy, Said Ali, usiłował zebrać wokół siebie kilka jednostek. Jego awangarda próbowała okrążyć jednostki rosyjskie, by przejść na nawietrzną, co rosyjski dowódca skontrował, atakując własnym okrętem flagowym okręty tureckiej straży przedniej. Atakując z niewielkiej odległości, poważnie uszkodził okręt flagowy Saida, i zmusił go do wycofania się, a za nim następne jednostki.
Bitwa trwała 3,5 godziny, aż Turcy, mocno naciskani przez Rosjan, wycofali się w kierunku Bosforu, ścigani do zmroku przez eskadrę rosyjską. Przed ostateczną klęską ocaliły ich ciemności i sztorm.
Taktyka zastosowana przez Uszakowa była nowością w bojach morskich. W 1798 admirał Nelson zastosował podobny manewr pod Abukirem, atakując wroga od strony brzegu.
Przegrana bitwa skłoniła Portę do podpisania traktatu pokojowego w Jassach.